# Баниця (гміна Сенкова)
Баниця (пол. Banica) — колишнє лемківське село, а тепер — присілок Кривого Горлицького повіту Малопольського воєводства Республіки Польща. Належить до ґміни Сенкова.

## Розташування
Лежить у Низьких Бескидах, у долині потоку Завоя — лівої притоки річки Віслока.
1 км до центру села, 10 км до адміністративного центру ґміни — міста Сенкова, 16 км до адміністративного центру повіту — міста Горлиці і 114 км до центру воєводства — міста Краків, 12 км до кордону зі Словаччиною.

## Історія
Перша згадка про село походить з 1629 р., коли в селі налічувалося 4 господарства волоські, дві родини комірників і солтис Федір, загалом 36 осіб. У 1665 р. було 77 осіб у 13 господарствах. Після поділу Польщі село в уряду Австрії закупив останній бецький староста Вільгельм Семенський. В 1785 р. в селі проживало 133 особи, у тому числі 5 євреїв.

## Релігія

Каплиця у Баниці до руйнації

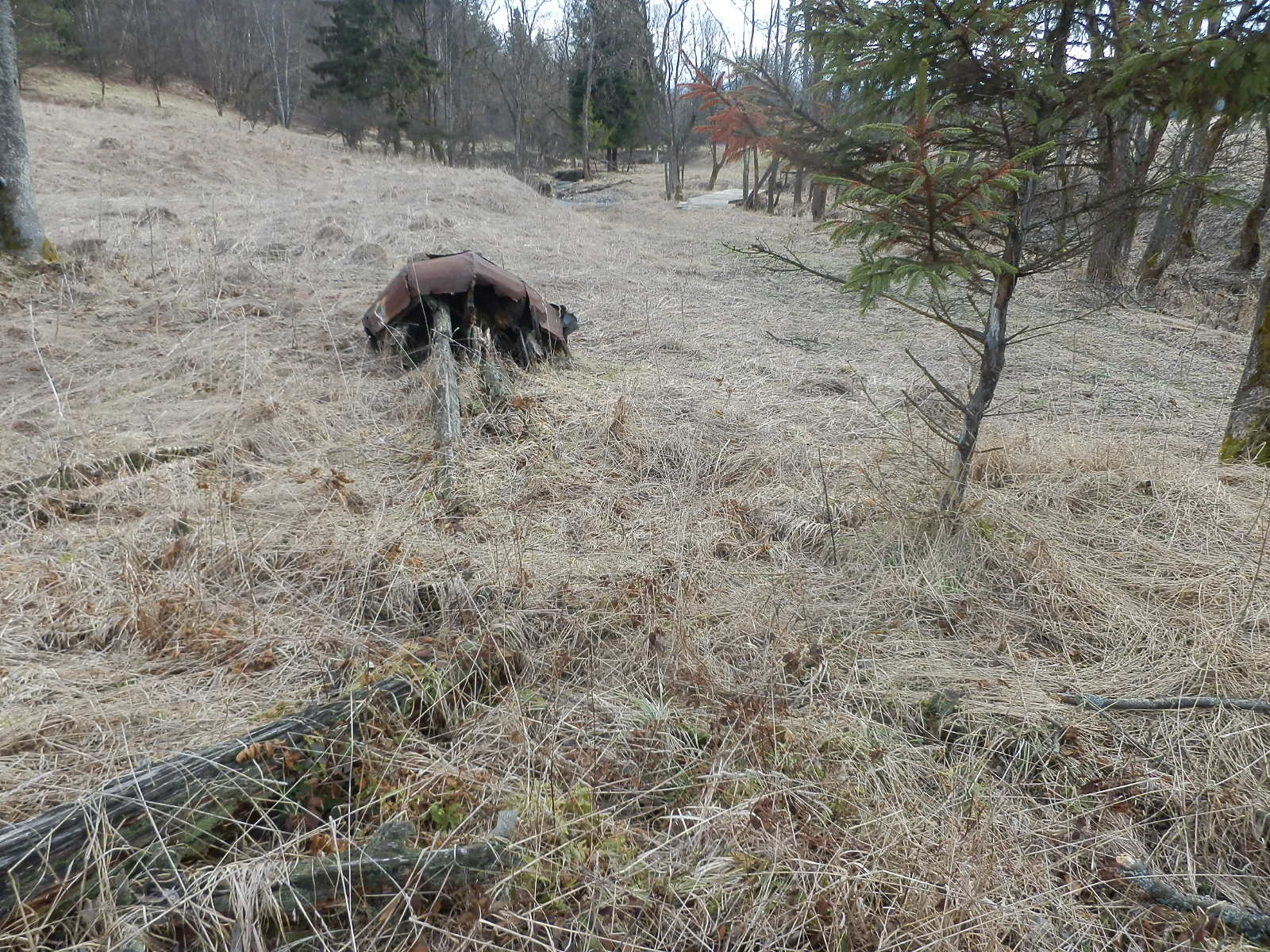
Рештки православної каплиці у 2016 р.

У селі ніколи не було церкви і воно відносилося до парафії у Кривому. В започаткованих в 1784 р. метриках у Кривому підписувався тамтешній душпастир о. Андрей Криницький як «parochus Krywiensis». У 1819 р. Криве приєднане дочірнім до Воловця. Парохом Кривого і Воловця став спершу о. Андрей Криницький, хоч підписувався ще якийсь час, як завідатель Воловця, а в 1825 р. о. Іоан Ляховський з осідком у Воловці. У XIX ст. після пожежі у Кривому збудували нову церкву і школу, до якої ходили також діти з Ясьонки і Баниці. Однак церква і школа знову згоріли в 1902 р. Задля тимчасового проведення служби придбали і перевезли стару церкву з Радоцини, а дітей учили в пустій хижі в Ясьонці. За 5 років звели нову церкву силами селян трьох сіл та емігрантів до США, яких було по кілька з кожної родини.

### Перша світова війна
Перед самою Першою світовою війною в 1914 р. священник втік до Росії, забравши з собою всі метричні книги і плебанські документи. Кількох чоловіків мобілізували до австрійської армії. На початку війни в Талергоф за москвофільство були вивезені Ваньо Смий, Йоан Сайферт, Федір Журав і Федір Бігуняк — лише Ваньо Смий повернувся. Решта селян з радістю чекали «звільнення від Австрії», однак прихід російських військ приніс селянам обов'язок їх годувати. В селян було забрано всі запаси збіжжя і сіна, птицю і худобу, а залишено тільки по одній корові на родину, та й ту не було чим годувати. Запанував жахливий голод і серед ослаблених голодом селян почалися епідемії та численні смерті в кожній родині. В 1915 р. на території села точилися запеклі бої, від яких постраждало село.

### Друга Річ Посполита
Після розпаду Австро-Угорщини в 1918 р. поляки спробували мобілізувати жителів Баниці до польської армії, однак ті переховувались до кінця війни в навколишніх лісах. Поступово селяни гуртом відбудували зруйноване. Збудували в 1934—1936 рр. школу, куди прислали двох поляків які не володіли лемківською мовою, вели уроки тільки польською. В 1930-х роках також звели дерев'яну каплицю.
Довкола села було багато лісу, здебільшого хвойного. Кожен господар мав свій ліс і це було справжнім багатством. Якщо мав чим завезти деревину до Горлиць, то міг стверджувати, що гроші ростуть у лісі. Люди однак господарювали ощадливо і берегли ліс для дітей. Використовували тільки на побудову хат, виробництво ґонту та на опалення. Однак ці вікові ліси були варварськи вирубані після виселення лемків.
Більшість жителів Баниці перейшла до Польської православної церкви в 1927—1928 рp., родини Івана Шкимби, Івана Гуреша і Петра Ротка перейшли на баптизм, лиш кілька родин зберегли віру батьків і продовжували ходити до церкви в Кривому. Вони брали участь у будівництві там плебанії, після побудови якої в 1933 р. осідок греко-католицької парохії Горлицького деканату перенесено з Воловця до Кривого. А нові адепти православ'я збудували в селі каплицю, яка після їхнього виїзду в СРСР занепала і в 1981 р. розвалилася.
У селі було чисто лемківське населення: з 270 жителів села — усі 270 українці.

### Друга світова війна
Після приходу німців школу віддали українцям і уроки до 1945 р. вела українською мовою дружина Андрія Сейферта. Також почали догодовувати дітей: давали хліб з маргарином чи мармеладом, макарони, чорну каву. Німцями був призначений солтис на три села Гриць Кець з Баниці, підсолтисом — Семан Смий з Ясьонки, війтом гміни Гладишів (до неї ввійшло село) — Кобаний, комендантом поліції — німець Дуве. З початку 1940 р. до Німеччини на підневільну працю вивезли кільканадцять осіб. Усіх німці обклали високими контингентами молока і худоби та примушували працювати на дуже важкому вивезенні деревини. В 1944 р. всіх примушували копати окопи коло Снітниці. Утворена з жителів Баниці банда на чолі з Лукашем Шкимбою грабувала і вбивала подорожніх коло Маластівського перевалу в 1943—1944 рр. Першим з них застрелили Лукаша Шкимбу в засідці між Свіржовою Руською і Бортним, а решту — 13 чоловіків заарештували і розстріляли. Тільки Стефан Ґелєта втік і ховався по довколішніх лісах, а після приходу Червоної Армії був поставлений комендантом управління державної безпеки в Горлицях, швидко арештував і розстріляв багатьох: січовиків, священників, солтисів (у тому числі Кеця з Баниці) та інших. Лиш недовго він вислужувався, бо ще в травні 1945 р. був злапаний і повішений повстанцями, коли ночував у родичів у Баниці. Поховали його на цвинтарі у Кривому і на могилі поставили радянську зірку.
28 серпня 1944 року між Кривим і Баницею розбився з 7 поляками — потім їм поляки поставили пам'ятник без вказівки імен та з неправильною датою і маркою літака.
В перших числах січня 1945 р. ішли вперті бої, 17 січня німці відступили.

### Післявоєнна трагедія
Після приходу Червоної Армії більшість (90 %) виїхали в СРСР, де найбільше осіло у Львівській і Тернопільській областях; лишилися тільки родини Петра Феша, Івана Шкимби, Павла Кирила, Федька Ферта, Івана Гуреша, Андрія Сайферта і Петра Сайферта (ледве понад 50 осіб) та кілька тих, що повернулися з Німеччини. Спорожнілі хати польська влада продавала полякам, а ті розбирали їх на паливо. Розібрано школу і вивезено до Гладишова.
На початку 1946 р. в околицях села з'явилися повстанці УПА, які мали свої бази на Маґуричу і Чертежу. Вцілілі мешканці села стали замісною ціллю для Війська Польського, яке боялося йти в ліс. Його патрулі тероризували мешканців села. Під час одного з нічних нальотів застрелили сонного Василя Бибеля, що переселився з Кривого з дружиною, котра повернулася з Німеччини. Кілька чоловіків прилучилися до повстанців — ті, хто повернулися з Німеччини і СРСР. Пізно восени 1946 р. відділ УПА повертався з весілля в Пантні і заночував у селі. За їх слідом прийшла облава. Попри те, що один із пастушків прибіг із тривогою, лише кільком вдалося вирватися, решта ж повстанців загинули або попали в полон пораненими. Загинули також і цивільні жителі села, а дві хати були спалені разом із повстанцями. Після бою мешканці села були зігнані докупи і довго катовані.
9 червня 1947 р. вивезли жителів сусідньої Ясьонки, через кілька днів — жителів Баниці (57 осіб) і Кривого. Загнали їх до табору в Заґужанах, де за кілька днів до того були загнані жителі Ясьонки. Вивезли жителів Баниці до Глоговського повіту. Вивезли і родину Петра Феша, якого попередньо заарештували за перебування сина Михайла в УПА й участь старшого сина Стефана в боротьбі УПА проти німців та ув'язнили в концтаборі Явожно, де він і загинув. В спустіле село заселили поляків, які незабаром покинули його, розібравши вцілілі хати. Спустілу територію приєднали до села Криве.

## Сучасність
Тільки два будинки: один заселений сезонно, другий — цілорічний пансіонат.

## Місцеві пам'ятки
- Військове кладовище з Першої світової війни № 62.
- Пам'ятник польським льотчикам.
- Руїни каплички та залишки цвинтаря православних.